# Massacre de Ma'ale Akrabim
La massacre de Ma'ale Akrabim fou un atemptat contra un autobús israelià perpetrat el 17 de maig de 1954 al denominat Pas de l'Escorpí o Ma'ale Akrabim, una porció de carretera entre Elat i Beerxeba. La seva autoria roman sense aclarir.

## Context
Després de la guerra araboisraeliana de 1948, malgrat els acords multilaterals, els conflictes entre les fronteres del nou estat d'Israel i els seus veïns àrabs eren constants. Elat era una ciutat turística i diversos autobusos la connectaven amb la capital del país i altres poblacions.
Les topades amb tropes armades no eren infreqüents, ja que diversos escamots s'infiltraven des de les fronteres d'estats àrabs per atacar els combois, que podien transportar tant militars com civils. Alguns d'ells no estaven registrats als horaris oficials (com és el cas del vehicle atacat) justament per protegir-se d'atacs. Igualment, van succeir-se abans de l'atemptat diverses topades amb tribus beduïnes de la regió. Un any abans s'havia produït la massacre de Qibya, un atac israelià a la vila jordana de Qibya que alguns estudiosos veuen com a possible causa de l'atemptat de Ma'ale Akrabim.

## L'atemptat
Un autobús va partir d'Elat en direcció sud quan va ser atacat per un grup d'homes armats, probablement procedents de Jordània. Van fer aturar el vehicle i van començar a disparar al seu interior i als passatges que en fugien. Van matar el conductor i onze dels catorze ocupants de l'autobús i van ferir dues persones més. Els únics supervivents van ser dos soldats israelians, una dona i una nena de cinc anys a qui els primers van protegir.
Els atacants van fugir i una delegació policial, acompanyada de gossos rastrejadors i d'observadors de les Nacions Unides, va iniciar la seva cerca. Segons els testimonis dels supervivents i els rastres trobats pels gossos, van concloure que els sospitosos procedien de la vila jordana de Safi. Les autoritats de Safi van iniciar llavors una investigació però no van detenir cap persona per manca de proves.

## Conseqüències
Israel va demanar la condemna explícita de les Nacions Unides i va abandonar HKJI MAC, l'organisme que vetllava per les relacions amb Jordània, per la negativa d'aquest país a reconèixer l'autoria de l'atemptat. Els jordans van al·legar que les proves (rastres dels fugits, principalment) no eren suficients per atribuir la massacre a tropes jordanes i en canvi van apostar perquè els autors estiguessin vivint dins Israel (potser pertanyents a una de les tribus beduïnes de la regió) o que provinguessin d'Egipte i la seva zona de control.
Israel va esmentar la massacre de Ma'ale Akrabim entre les causes per declarar la guerra dels Sis Dies en 1967. Les comissions d'investigació internacionals no van poder arribar a conclusions vàlides sobre el que havia passat aquell dia al Pas de l'Escorpí, que va continuar sent una ruta molt transitada tot i la commoció que va causar l'atemptat entre la població jueva.
Una placa commemorativa i una reproducció de l'autobús sinistrat van ser col·locats al museu local d'Elat per recordar els fets.